# Return-oriented programming

Il Return-oriented programming (ROP) o Programmazione orientata al Ritorno è un exploit di sicurezza informatica che permette ad un attaccante di eseguire codice alla presenza di difese di sicurezza come memoria non eseguibile e firma del codice.